# Periclimenaeus zanzibaricus
Periclimenaeus zanzibaricus is een garnalensoort uit de familie van de Palaemonidae. De wetenschappelijke naam van de soort is voor het eerst geldig gepubliceerd in 1969 door Bruce.